# Syrianska FC
Syrianska Football Club – szwedzki klub sportowy z siedzibą w Södertälje, mieście położonym na południe od Sztokholmu. 

## Historia
Klub został założony przez asyryjskich imigrantów pod nazwą Suryoyo Sportklubb (Aramejski Klub Sportowy).